# Die unendliche Geschichte (Roman)

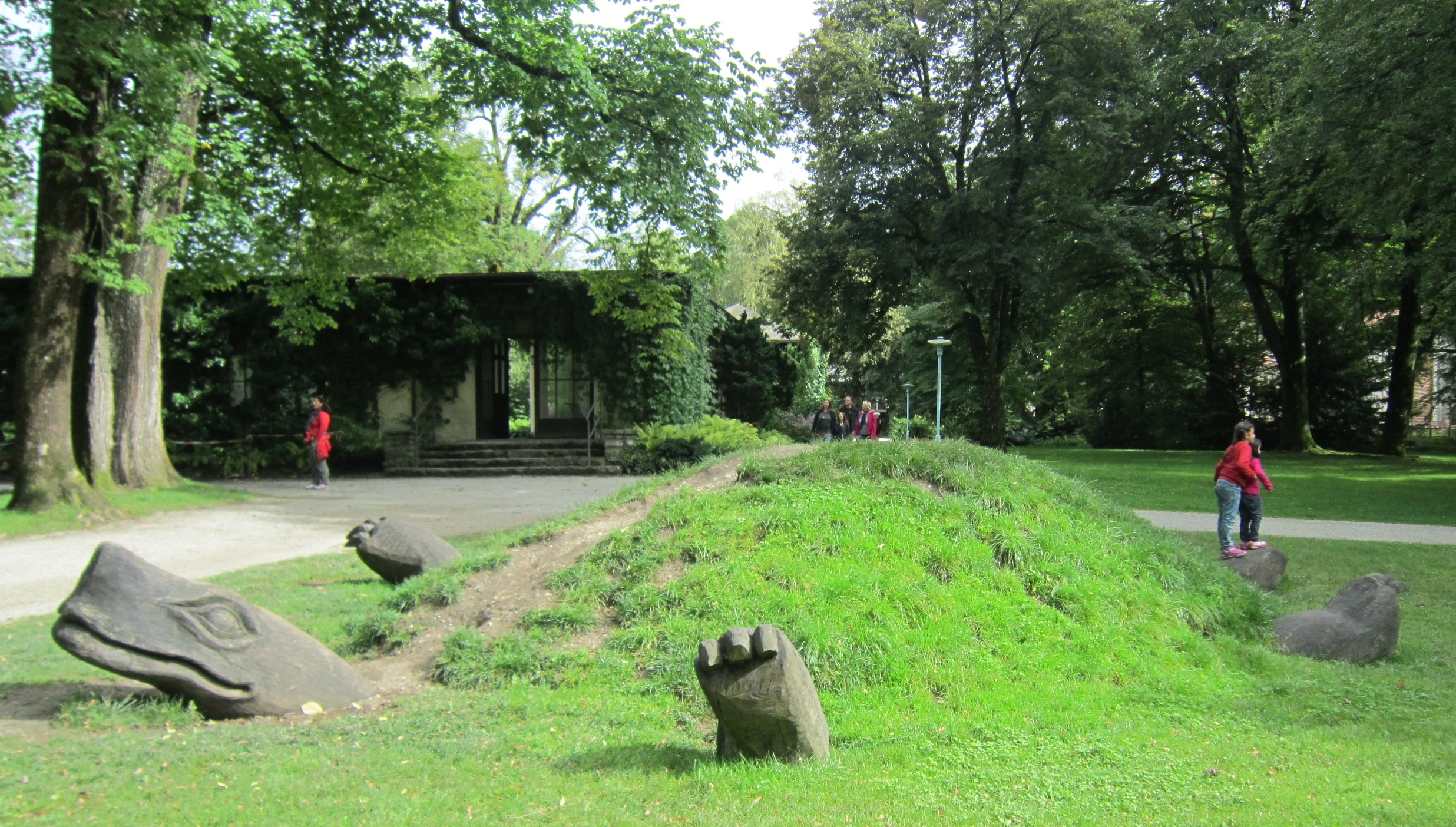
Schildkröte „Uralte Morla“ aus Michael Endes Roman Die unendliche Geschichte im Michael-Ende-Kurpark Garmisch-Partenkirchen (2014)

Die unendliche Geschichte ist ein 1979 erschienener Roman von Michael Ende. Das Werk ist ein zugleich märchenhafter, phantastischer und romantischer Bildungsroman und gehört inzwischen zu den neuen Klassikern der Kinder- und Jugendliteratur.
Der Großteil der Handlung spielt in einer Parallelwelt, Phantásien genannt, die durch das „Nichts“ zerstört wird – immer größere Teile des Reiches verschwinden einfach, ohne dass etwas davon zurückbleibt. Eine Art Rahmenerzählung besteht aus Sequenzen, die in der Menschenwelt angesiedelt sind. Jede dieser Welten stellt eine der beiden Hauptpersonen des Romans. Bastian Balthasar Bux ist ein Menschenjunge, der zunächst nur einen Roman über das Land Phantásien liest, doch die Geschichte wird für ihn mehr und mehr zur Wirklichkeit. Schließlich wird er selbst ein Teil davon, bis er kurz davorsteht, sich in der Phantasiewelt zu verlieren. Atréju hingegen ist ein junger phantásischer Jäger, der im Auftrag der kranken Herrscherin des Reiches, der Kindlichen Kaiserin, nach der Ursache für ihre Krankheit sucht, um dadurch Phantásien zu retten. Er wird später zu Bastians Freund und hilft ihm, den Weg zurück nach Hause zu finden.

## Inhalt
Bastian Balthasar Bux ist ein zehn oder elf Jahre alter, schüchterner, fantasievoller und pummeliger Junge. Sein Vater hat den Tod von Bastians Mutter nie verkraftet, flüchtet sich in seine Arbeit und beachtet seinen Sohn kaum noch. In der Schule ist der Junge ein Außenseiter und wird von seinen Klassenkameraden schikaniert. Auf der Flucht vor ihnen rettet sich Bastian in das Antiquariat des Buchhändlers Karl Konrad Koreander. Dieser liest gerade in einem geheimnisvollen Buch mit dem Titel Die unendliche Geschichte. Für Bastian erscheint dies als das Buch der Bücher, denn er hat sich schon immer eine Geschichte gewünscht, die niemals endet. Als das Telefon klingelt, verlässt Koreander den Raum. Bastian stiehlt das Buch und flüchtet mit ihm auf den Dachboden seiner Schule. Dort beginnt er Die unendliche Geschichte zu lesen.
Diese handelt von Phantásien, dem Reich der Phantasie. Die Kindliche Kaiserin, Herrscherin dieses Reiches, die im Elfenbeinturm wohnt, ist schwer erkrankt und droht zu sterben. Indem ihre Krankheit voranschreitet, ist auch Phantásien selbst dem Untergang geweiht. Das Land und alle Wesen, die darin leben, werden nach und nach vom Nichts verschlungen, und es bleibt buchstäblich nichts von ihnen übrig. Deshalb sendet die Kindliche Kaiserin Atréju aus, einen grünhäutigen Jungen in Bastians Alter. Er soll ein Heilmittel für die Kindliche Kaiserin beschaffen und so Phantásien retten. Atréju reist von Ort zu Ort und spricht mit den verschiedensten Bewohnern des Reiches. So findet er nach und nach heraus, dass die Kindliche Kaiserin nur gerettet werden kann, wenn sie einen neuen Namen bekommt, den ihr nur ein Menschenkind geben kann. Er begegnet auch dem Glücksdrachen Fuchur, der sein Begleiter wird.
Indem Bastian Atréjus Abenteuer mit Spannung verfolgt, kommt er Phantásien immer näher. So ist sein Schreckensschrei in Phántasien zu hören und Atréju sieht ihn für einen Moment in einem Zauberspiegel. Als Bastian schließlich begreift, dass er allein der Retter Phantásiens ist, fürchtet er, die Kindliche Kaiserin könnte ihn für unwürdig befinden. Deshalb traut er sich nicht, ihren Namen, den er längst erkannt hat, laut auszusprechen. Um ihr bereits fast vollständig verschwundenes Reich zu retten, zwingt ihn die Kindliche Kaiserin durch einen Besuch beim Alten vom Wandernden Berge dazu, indem sie ihn die Unendliche Geschichte unendlich lange vorlesen lässt. Endlich gibt Bastian ihr den verzweifelt geforderten Namen: Mondenkind.
Dadurch gelangt Bastian selbst nach Phantásien. Die Kindliche Kaiserin übergibt ihm ihr Zeichen, das Amulett Auryn, und beauftragt ihn, mit seinen Wünschen die Welt Phantásiens nach seinen Vorstellungen neu zu erschaffen. Indem Bastian ihrer Forderung nachkommt, kann Phantásien neu entstehen. Auryn erfüllt jeden seiner Wünsche. Doch sie hat ihm etwas Wichtiges verschwiegen: Jeder Wunsch kostet Bastian eine Erinnerung aus der realen Welt und seiner Vergangenheit. Und so versucht er nichtsahnend als Erstes, all die Schwächen abzulegen, die ihn in seinem früheren Leben gehemmt hatten: Er wünscht sich, schön und stark, mutig und weise zu sein.
Durch seine Wünsche erschafft Bastian den Nachtwald Perelín und die Farbenwüste Goab, die von dem Löwen Graógramán beherrscht wird. In der Silberstadt Amargánth trifft Bastian Atréju und Fuchur wieder. Diese wollen ihm helfen, wieder in die Menschenwelt zurückzufinden, doch Bastian möchte gar nicht mehr zurück. Er gefällt sich in der Position, der große und mächtige Retter Phantásiens zu sein. Er begegnet der intriganten und heimtückischen Hexe Xayíde, die in ihm den Wunsch nach Macht und Stärke fördert. Sie bringt ihn dazu, sich von Atréjus und Fuchurs Freundschaft loszusagen, nachdem Bastian durch Belauschen herausfindet, dass Atréju ihm Auryn mit Gewalt abnehmen will. Bastian will sich anstelle der Kindlichen Kaiserin zum Kaiser von Phantásien krönen lassen. Die Krönungszeremonie wird durch die Kriegserklärung Atréjus unterbrochen. Eine Schlacht um den Elfenbeinturm entbrennt, die damit endet, dass Bastian Atréju an der Brust verwundet.
Nach der Schlacht gelangt Bastian in die Alte-Kaiser-Stadt, in der Menschen, die früher nach Phantásien kamen und den Weg in die Menschenwelt nicht mehr zurückgefunden haben, ein sinnloses Dasein fristen. Bastian lernt dort, dass jeder Wunsch ihn eine Erinnerung an seine eigene Welt kostet. Er hat nur so viele Wünsche übrig, wie er Erinnerungen hat. Nun muss er durch Einsatz seiner Wünsche seinen wahren Willen erkennen, denn nur dieser kann ihn zurück nach Hause führen.
Bastians Wunsch nach Gemeinschaft führt ihn über das Nebelmeer und sein Wunsch nach Geborgenheit zur Dame Aiuóla in ihrem Änderhaus. Dann erwacht sein Wunsch, zu lieben. Bastian legt Auryn ab und gelangt in den innersten Ort Phantásiens, eine Kuppelhalle, in der ein Springbrunnen mit dem Wasser des Lebens fließt, der von zwei Schlangen bewacht wird. Mit Hilfe Atréjus öffnen die Schlangen den Weg zum Wasser, das Bastian mit Lebensfreude erfüllt. Er erlangt seine ursprüngliche Gestalt wieder, in der er sich nun wohlfühlt, weil er sein wahres Ich endlich akzeptiert. Bastian will seinem Vater das Wasser des Lebens bringen und gelangt so in die Menschenwelt zurück. Dort sind nur wenige Stunden vergangen. Bastian geht zurück zu seinem Vater und erzählt ihm seine Erlebnisse. Der Vater ist gerührt und die beiden finden eine neue, liebevolle Beziehung zueinander.

## Figuren

### Bastian Balthasar Bux
Bastian ist ein kleiner Junge von zehn oder elf Jahren. Er ist ein schüchterner und schwächlicher Bücherwurm, der in der Schule gehänselt wird. Seine Mutter ist verstorben, was auch seinen Vater sehr belastet, welcher nur selten mit ihm spricht. In der Unendlichen Geschichte wird er groß, stark und mächtig, vergisst, wer er früher war, und gerät so in große Schwierigkeiten.

### Die Kindliche Kaiserin
Die Kindliche Kaiserin, Verkörperung der Phantasie, ist die Herrscherin Phantásiens, doch unter diesem Titel darf man sich keinesfalls das vorstellen, was man gewöhnlich darunter versteht. Die Kindliche Kaiserin oder „Goldäugige Gebieterin der Wünsche“, wie sie auch genannt wird, herrscht nicht und macht niemals von ihrer Macht Gebrauch. Sie urteilt niemals. Vor ihr gelten alle Wesen gleich, egal ob schön oder hässlich, böse oder gut. Obwohl sie aussieht wie ein Mädchen von etwa zehn Jahren, hat sie strahlend weißes Haar und ist alterslos. Sie ist kein Wesen Phantásiens, doch kann ohne sie nichts in Phantásien existieren. Ihre Lebenskraft bemisst sich nach Namen. Ist ihr Name in Vergessenheit geraten, braucht sie unbedingt einen neuen, sonst stirbt sie und ganz Phantásien mit ihr.

### Atréju
Atréju gehört zum Volk der „Grünhäute“, die in einer Gegend leben, die „Das Gräserne Meer“ genannt wird. Obwohl er erst zehn Jahre alt ist, wird er von der Kindlichen Kaiserin zu ihrem Stellvertreter ernannt und auf die Suche nach einem Heilmittel geschickt. Die Grünhäute sind ein stolzes Volk von Jägern, schon die Kleinsten lernen, auf sattellosen Pferden zu reiten. Ihre Haut ist olivgrün und ihre Haare sind schwarz wie Ebenholz. Alles, was sie benötigen, fertigen sie aus Gras oder den Häuten der Purpurbüffel, die in großen Herden durch ihr Land ziehen. Atréju ist Bastians Freund und hilft ihm oft aus fast aussichtslosen Situationen.

### Fuchur
Fuchur ist ein Glücksdrache und gehört damit zu den seltensten Geschöpfen Phantásiens. Fuchurs Schuppen sind perlmuttfarben, schimmern rosig und glitzern weiß. Er hat eine üppige Mähne sowie Fransen am Schweif und an den anderen Gliedmaßen.
Glücksdrachen haben so gut wie keine Ähnlichkeit mit „gewöhnlichen“ Drachen, wie sie beispielsweise in der Fantasyliteratur auftreten. Sie leben weder in dunklen Höhlen, in denen sie Schätze horten, noch speien sie unentwegt Feuer und Qualm oder richten aus Spaß Verwüstungen an. Sie besitzen keine ledernen Flügel und sind keinesfalls plump, sondern haben einen langen geschmeidigen Leib.
Vom Aussehen und auch von ihrer Bedeutung her ähneln die Glücksdrachen in der Unendlichen Geschichte denen aus der chinesischen Mythologie. Sie sind Geschöpfe der Luft, der Wärme und unbändiger Freude. Sie sind trotz ihrer Körpergröße so leicht wie eine Feder und brauchen daher keine Flügel, um zu fliegen – sie schwimmen quasi durch die Lüfte, wie Fische im Wasser.
Eine weitere Besonderheit ist Fuchurs Gesang, der wie „das Dröhnen einer riesigen Bronzeglocke“ beschrieben wird. Wer je diesen Gesang gehört hat, vergisst ihn sein Leben lang nicht mehr. Glücksdrachen scheinen nie die Hoffnung und ihren Frohmut zu verlieren; sie vertrauen auf ihr Glück und verstehen alle Sprachen der Freude.

## Entstehungs- und Publikationsgeschichte
Im Jahr 1977 riet sein Verleger Hansjörg Weitbrecht Michael Ende zu einem neuen Buch. Ende versprach, es bis Weihnachten fertiggestellt zu haben, bezweifelte dabei aber, eine Seitenzahl jenseits der 100 zu erreichen. Als Leitmotiv nannte Ende: Ein Junge gerät beim Lesen einer Geschichte buchstäblich in die Geschichte hinein und findet nur schwer wieder heraus. Der Thienemann-Verlag stimmte diesem Konzept im Vorfeld zu.
Rasch erwies sich jedoch, dass der Stoff umfangreicher war, als Ende geglaubt hatte. Die Veröffentlichung musste immer weiter aufgeschoben werden. Ende versprach, dass das Buch im Herbst 1979 publiziert werden könne. Ein Jahr vor dem angegebenen Termin rief er seinen Verleger an und teilte ihm mit, dass sich die Hauptfigur Bastian aufs Entschiedenste weigere, Phantásien zu verlassen. Es bleibe ihm (Michael Ende) nichts anderes übrig, als ihn auf seiner langen Reise weiter zu begleiten. Auch handele es sich nicht mehr um ein normales Buch. Es müsse vielmehr wie ein richtiges Zauberbuch gestaltet werden: ein Ledereinband mit Perlmutt und Messingknöpfen. Man einigte sich schließlich auf einen Seideneinband, den bekannten zweifarbigen Druck und die sechsundzwanzig Buchstaben-Vignetten für die einzelnen Kapitel, der Idee Roswitha Quadfliegs, die von Autor und Verlag mit der Gesamtgestaltung des Buches beauftragt wurde. Die Herstellungskosten für das Buch erhöhten sich dadurch empfindlich, was aber mit zur weltweiten Verbreitung des Titels beitrug. In den meisten der über 40 Übersetzungen wurde diese Gestaltung übernommen.
Dennoch kam Ende mit seiner Erzählung nicht voran, da ihm zunächst eine Idee fehlte, wie er Bastian aus Phantásien wieder in die Realität zurückholen könnte. In dieser künstlerischen Krise brach einer der kältesten Winter herein, den Ende je erlebt hatte. Die Wasserleitungen gefroren, ein Rohr platzte, das Haus stand unter Wasser, die Wände begannen zu schimmeln. In dieser schwierigen Phase kam dem Autor die rettende Idee, dass AURYN, das Amulett der Kindlichen Kaiserin, selbst den Ausgang aus Phantásien darstellt. So konnte Ende im Jahr 1979 nach fast dreijähriger Arbeitszeit endlich die Arbeit an dem Buch abschließen.
„In der Unendlichen Geschichte war es wiederum so, dass ich bis zuletzt nicht wusste, wo der Ausgang von Phantasien ist. Das Buch sollte ja schon ein Jahr vorher herauskommen. Der Verleger hatte Drucktermine bestellt, das Papier lag schon da, und er rief immer an und fragte: Wann krieg ich es denn nun, und ich musste immer sagen: Du, ich kann’s Dir nicht geben, Bastian kommt nicht mehr zurück. Was soll ich machen? Ich muss warten, bis es soweit ist, bis die Figur aus sich heraus die Notwendigkeit erlebt, dass sie zurückkommen muss, und deswegen wurde es eben diese Odyssee.
Als wir seinerzeit ausmachten, dass ich dieses Buch schreiben sollte, als der Verleger bei mir unten gewesen war und sagte: Wie wär’s denn, wenn Du mal wieder ein Buch schriebst? – ich schreibe ja sehr ungern – sagte ich: Naja, wenn’s sein muss. Da hab ich in meiner Kramkiste herumgekruschtelt, wo ich Notizen hineinschmeiße, und da war unter anderem auch ein Zettel, auf dem stand: ein Junge gerät beim Lesen eines Buches buchstäblich in die Geschichte hinein und findet nur schwer wieder heraus. Da sagte er: Das machst Du, das hört sich gut an. Und ich dann: Ach ja, aber weißt Du, viel ist da nicht drin. Das wird vielleicht eine 100-Seiten-Geschichte. Na, um so besser, sagte er, schreibst endlich auch mal ein kurzes Buch. Und dann fing ich an. Und dann ist mir das Ding buchstäblich unter den Händen explodiert; in dem Moment nämlich, wo man das ernst nahm, sich also nicht mit ein paar Zaubertricks rettet, dass der Junge rein und wieder raus gelangt. Das ist mir zu wenig.

Man überlegt sich: Was für eine Geschichte muss das sein, die den Leser geradezu zwingt, in sie hineinzugeraten, warum braucht ihn die Geschichte einfach? Naja, und so entstand nach vielen Irrtümern und Herumtasten dieses Phantasien. Dann fragt man sich als zweites: Was für ein Junge muss das denn sein? Das passiert ja nicht jedem. Was für Voraussetzungen muss er mitbringen, damit er sich überhaupt auf dieses Abenteuer einlässt? Da hatte ich erst einen ganz anderen Bastian. Ich hatte einen asozialen, einen trotzigen Jungen, der sich von selber abschließt gegen die Welt. Nur merkte ich, als ich schon mitten im Buch war, dass der ganz gewiss nie wieder zurückkommen wird. Da geht mir die Geschichte überhaupt nicht auf. Also nochmal zurück und wieder von vorne angefangen. Das, was heute im Buch steht, ist ungefähr ein Fünftel von dem, was ich in Wirklichkeit geschrieben habe. Vier Fünftel sind in den Papierkorb gewandert.“
Der Roman erschien erstmals im September 1979 im Thienemanns Verlag. Die Erzählung bescherte dem Autor internationalen Ruhm. Er erhielt in Folge den Buxtehuder Bullen, den Preis der Leseratten des ZDF, den Wilhelm-Hauff-Preis zur Förderung von Kinder- und Jugendliteratur, den Europäischen Jugendbuchpreis, den Silbernen Griffel von Rotterdam sowie den Großen Preis der Deutschen Akademie für Kinder- und Jugendbuchliteratur.
Endes Nachlass liegt im Deutschen Literaturarchiv Marbach. Das Manuskript der Unendlichen Geschichte ist im Literaturmuseum der Moderne in Marbach in der Dauerausstellung zu sehen.

## Filmrechte-Vergabe und Distanzierung Endes
Bald nach der Veröffentlichung bemühte sich der Produzent Dieter Geissler um die Rechte zur Verfilmung der Unendlichen Geschichte. Trotz zahlreicher Leserbriefe, die hiergegen protestierten, gab Michael Ende seine Genehmigung hierzu, da Geissler den Autor mit seiner Vision einer Verfilmung begeistern konnte, die "anders sei als Hollywood". Bald erkannte der Produzent jedoch, dass angesichts des sich entwickelnden Publikumserfolges die Erwartungen an den Film und seine Umsetzung sich ändern würden, und er holte Bernd Eichinger an Bord. Eine längere Entwicklungszeit folgte. Im Verlaufe der Entwicklung eines Drehbuchs durch den Regisseur Wolfgang Petersen distanzierte sich Ende jedoch von dem Vorhaben, da Petersens Drehbuch zu weit vom Originalstoff abweiche. Schließlich versuchte Ende den Vertrag zu kündigen, doch Eichingers Filmgesellschaft, die Constantin Film, drohte ihm mit einer Schadensersatzklage in Millionenhöhe. Endes eigene Klage gegen die Filmgesellschaft wurde abgewiesen. So musste Ende notgedrungen der Verfilmung zustimmen.
1984 wurde der über 60 Millionen DM teure erste Film fertiggestellt. Ende wurde zu einer Vorab-Aufführung eingeladen. Er war entsetzt über das gigantische Melodram aus Kitsch, Kommerz, Plüsch und Plastik und fühlte sich in seiner Ehre als Schriftsteller, Künstler und Kulturmensch tief verletzt. Er konnte die Distribution des Filmes nicht verhindern, nahm allerdings das ihm vorab eingeräumte Recht wahr, seinen Namen zurückzuziehen.

## Auflagen
Die erste Auflage des Thienemanns Verlags im September 1979 betrug lediglich 20.000 Exemplare. Von Beginn an positiv rezipiert, erschien der Roman im Juli 1980 auf Platz 5 der Spiegel-Bestsellerliste, in der er sich sechzig Wochen lang hielt, und erreichte in den kommenden drei Jahren fünfzehn Neuauflagen mit nahezu einer Million Exemplaren. Bis zum Tod von Michael Ende im Jahr 1995 steigerte sich die Auflagenzahl auf 5,6 Millionen. Dreißig Jahre nach ihrem Erscheinen ist „Die unendliche Geschichte“ in über 40 Sprachen übersetzt. Die weltweite Gesamtauflage beträgt 10 Millionen Exemplare (alternative Angabe: 40 Millionen Exemplare).
Das Buch ist normalerweise nicht schwarz gedruckt. Die meisten Ausgaben verwenden zwei Schriftfarben. Rote Schrift steht dabei für Handlungsstränge, die in der Menschenwelt angesiedelt sind, blaugrüne Schrift für die Geschehnisse in Phantásien, dem Reich der Phantasie (die Farben variieren). Dies erleichtert den Zugang zur Handlung, da der Protagonist, ein zehnjähriger Junge namens Bastian Balthasar Bux, sich zwischen beiden Welten bewegt.
„Die unendliche Geschichte“ hat 26 Kapitel, jedes davon beginnt in alphabetischer Reihenfolge von „A“ bis „Z“ mit einer großen, reichhaltig verzierten Initiale. Die Gesamtgestaltung wurde zusammen mit der Illustratorin Roswitha Quadflieg entwickelt. In der Neuauflage des Buches von 2004 fehlen diese Initialen sowie die grüne Schrift.
In der englischen Übersetzung von Ralph Manheim hat das Buch ein anderes Cover, jedoch gibt es auch dort die zweifarbige Schrift und die Initialen von „A“ bis „Z“ in alphabetischer Reihenfolge – die Übersetzung der ersten Wörter eines jeden Kapitels wurde entsprechend sprachlich angepasst.
1987 erschien die Taschenbuch-Ausgabe im dtv-Verlag, 1998 dann „Der Niemandsgarten“ als Teil der Edition Weitbrecht mit Schriften aus Michael Endes Nachlass. Darin gibt es ein gleichnamiges Romanfragment, das als Vorläufer der „Unendlichen Geschichte“ gelesen werden kann.
- 1979: Die unendliche Geschichte, illustriert von Roswitha Quadflieg, Thienemann, Stuttgart, ISBN 3-522-12800-1.
- 1987: Die unendliche Geschichte, Taschenbuchausgabe, dtv 10795, München, ISBN 3-423-10795-2.
- 1994: Die unendliche Geschichte, Taschenbuchausgabe/Neuausgabe, illustriert von Roswitha Quadflieg, dtv, München, ISBN 978-3-423-10795-2.
- 1998: Der Niemandsgarten, aus dem Nachlass; darin das gleichnamige Romanfragment, das als Vorläufer der Unendlichen Geschichte gelesen werden kann; Edition Weitbrecht, Stuttgart / Wien / Bern ISBN 3-522-72005-9.
- 2004: Die unendliche Geschichte, Neuausgabe, illustriert von Claudia Seeger, Thienemann, Stuttgart, ISBN 978-3-522-17684-2.
- 2004: Aber das ist eine andere Geschichte, das große Michael Ende Lesebuch, darin das unveröffentlichte Kapitel Bastian erlernt die Zauberkunst, Piper, München / Zürich, ISBN 978-3-492-04672-5.
- 2009: Die unendliche Geschichte, das Original im Taschenbuch, Piper 5348, München / Zürich, ISBN 978-3-492-25348-2.
- 2009: Das Phantásien-Lexikon, herausgegeben von Roman und Patrick Hocke, Thienemann, Stuttgart, ISBN 978-3-522-20050-9.
- 2014: Die unendliche Geschichte, Jubiläumsausgabe, illustriert von Roswitha Quadflieg, Thienemann, Stuttgart, ISBN 978-3-522-20203-9.
- 2017: Die unendliche Geschichte, E-Book, illustriert von Claudia Seeger, Thienemann, Stuttgart, ISBN 978-3-522-62112-0.
- 2019: Die unendliche Geschichte: Farbig illustrierte Schmuckausgabe, illustriert von Sebastian Meschenmoser, Thienemann, Stuttgart, ISBN 978-3-522-20250-3.

## Interpretation
Auf die Frage nach einer Interpretation der „Unendlichen Geschichte“ gibt Michael Ende keine Antwort. Jede Interpretation sei richtig, falls sie gut sei. Nur eine Äußerung gibt es vom Autor selbst: „Das ist nämlich die Geschichte eines Jungen, der seine Innenwelt, also seine mythische Welt, verliert in dieser einen Nacht der Krise, einer Lebenskrise, sie löst sich in Nichts auf, und er muss hineinspringen in dieses Nichts, das müssen wir Europäer nämlich auch tun. Es ist uns gelungen, alle Werte aufzulösen, und nun müssen wir hineinspringen, und nur, indem wir den Mut haben, dort hineinzuspringen in dieses Nichts, können wir die eigensten, innersten schöpferischen Kräfte wieder erwecken und ein neues Phantásien, das heißt eine neue Wertewelt, aufbauen.“
Michael Ende ist immer wieder gefragt worden, was denn die Botschaft seines Romans sei. In der Regel antwortete er auf diese Frage ähnlich wie in diesem Brief an eine Leserin:

„Aber Kunst und Poesie erklären ja nicht die Welt, sie stellen sie dar. Sie brauchen nichts, was über sie hinausweist. Sie sind selbst ein Ziel. Ein gutes Gedicht ist nicht dazu da, die Welt zu verbessern – es ist selbst ein Stück verbesserte Welt, es braucht daher keine Botschaft. Dieses Hinausstarren auf die Botschaft (moralisch, religiös, praktisch, sozial usw.) ist eine unselige Erfindung der Literaturprofessoren und Essayisten, die sonst nicht wüssten, worüber sie schreiben und schwätzen sollten. Die Stücke Shakespeares, die Odyssee, Tausendundeine Nacht, der Don Quixote – die größten Werke der Literatur haben keine Botschaft. Sie beweisen oder widerlegen nichts. Sie sind etwas, wie ein Berg oder ein Meer oder eine tödliche Wüste oder ein Apfelbaum.“

„Man schreibt, weil einem zum Thema etwas einfällt, und nicht, weil man die Absicht oder den Drang verspürt, dem Publikum eine wichtige weltanschauliche Lehre zu erteilen. Aber natürlich hängt das, wozu einem etwas einfällt, mit dem Welt- und Anschaubild zusammen, das man sich gebildet hat. Nur ist es mir nie gelungen alles, was in meinem Kopf vorgeht, auch unter einen Hut zu kriegen. Ich habe kein philosophisches System, das mir auf jede Frage eine Antwort bereithält, keine Weltanschauung, die fertig ist – ich bin immer unterwegs. Es gibt zwar einige Konstanten, die sozusagen im Zentrum stehen, aber nach den Rändern hin ist alles offen und vage. Eigentlich habe ich niemals für irgendein Publikum geschrieben, sondern alles ist ein Gespräch mit Gott, in dem ich ihn nicht um irgendetwas bitte (da ich annehme, er weiß sowieso, was wir brauchen, und wenn er’s uns nicht gibt, dann aus gutem Grund), sondern um ihm zu erzählen, wie es ist, ein unzulänglicher Mensch unter unzulänglichen Menschen zu sein. Ich denke, das könnte ihn interessieren, da es eine Erfahrung ist, die er nicht gemacht haben kann.“

„Die unendliche Geschichte“ wird oft als Kunstmärchen angesehen, doch orientiert sie sich insgesamt nur begrenzt am Gattungsvorbild, dem Volksmärchen. Die Märchenelemente werden oft nur nachgeahmt oder nachgestellt und besitzen kein festes Fundament. Ende ersetzt auf diese Weise das Geheimnis der Welt, das einst im Mythos enthalten war und im Märchen einen ästhetischen Ausdruck gefunden hatte, durch das Geheimnis des Ichs. Unter Beibehaltung der märchenhaften Hülle hat Ende den Gehalt gewechselt.
Ähnliche Wendungen haben sich auch in der Science-Fiction-Literatur vollzogen. Sie sind im Kontext einer postmodernen Sinnkrise zu sehen. Die Welt ist durch die Naturwissenschaften zwar erklärbarer und kontrollierbarer, aber keineswegs sinnvoller geworden. Die daraus resultierende Sinnsuche hat in der Science-Fiction-Literatur eine Thematisierung des „Inner Space“ nach sich gezogen. Bei Ende führt sie zu einer Mythologisierung des Ichs.
Die Märchenelemente nehmen vor diesem Hintergrund lediglich eine dienende Funktion ein; aus poetischer Perspektive sind sie anderen, märchenfremden Aspekten funktional untergeordnet. Dennoch sind sie für die Darstellung der Handlung und die Formung der Intention eminent wichtig und in hohem Maße für den Erfolg des Buches verantwortlich.
Die unendliche Geschichte ist eben kein analytisches oder belehrendes Buch. Dennoch enthält sie eine deutliche Botschaft. Michael Ende wendet sich gegen den Materialismus und die Geringschätzung der Phantasie. Er selbst sagt dazu:

„Ich habe Zeit meines Lebens nach Hinweisen und Gedanken gesucht, die uns herausführen könnten aus dem Weltbild des Nur-Beweisbaren.“

Ende wirbt für einen Ausgleich zwischen der Welt der harten Fakten und der Welt der Phantasie. Es geht darum, in einer von der Technik beherrschten, geistig arm gewordenen Welt den Zauber der Existenzen, der Existenz schlechthin neu zu entdecken, oder, da alle Menschen eine Kindheit hatten, das Zauberhafte für das Erwachsenenleben fruchtbar zu machen, ähnlich, wie dies bei sogenannten „Naturvölkern“ üblich ist.
Ende spricht vom Gesundwerden der Menschenwelt; es geht ihm um eine heile Welt, die er im Rahmen des klassischen Gut-Böse-Schemas konstruiert, um eine Welt, in der kein Kind sich wegen zahlreicher Unwägbarkeiten und Unsicherheiten ängstigen muss. Gibt man dem Denker der Postmoderne, Jean Baudrillard, recht, so leben die Menschen heute in einer hermetischen und nahezu unzerstörbaren Simulation von Welt, in der es das Oben und das Unten, Gut und Böse nicht mehr gibt, dafür aber Ausbeutung, Unterdrückung, Beugung des Individuums. Daran gilt es zu arbeiten, und wenn die Sache aussichtslos erscheint: Hauptsache nicht zu den Verlierern gehören. Aus der Perspektive eines Kindes ist dies äußerst belastend. Kinder sowie Naturvölker brauchen die Verzauberung, die Hoffnung auf Änderung jenseits der berechnenden Logik.
In seinem Gespräch mit Erhard Eppler und Hanne Tächl über die gesellschaftlich-kulturelle Lage führt Ende aus:

„Äußerlich haben wir alles, innen sind wir arme Teufel. Wir können keine Zukunft sehen, wir können keine Utopie finden.“

Dem modernen Menschen fehle ein positives Bild der Welt, in der er lebt: eine Utopie, die er der Trostlosigkeit, die aus der modernen Weltvorstellung resultiere, entgegenhalten kann. Dies führe bei Kindern und Erwachsenen gleichermaßen zu einem „verzweifelte(n) Durst nach Wunderbarem“ und einem „Hunger nach Schönheit“.
Die Nachkriegsjahre seien bemüht gewesen, alles „unter einem gesellschaftskritischen, politischen, (…) aufklärerischen Bild zu sehen“, und hätten den Menschen noch mehr in „einen Sog der Negativität, des Zorns, der Bitterkeit und der Verdrossenheit“ gezogen. Gegen diese in der Literatur und Kunst aufgetragene Ausschließlichkeit wehrt sich Ende. Ihm zufolge ist die Zeit gekommen, „der Welt ihr heiliges Geheimnis und dem Menschen seine Würde“ zurückzugeben:

„An dieser Aufgabe werden die Künstler, die Dichter und Schriftsteller einen wichtigen Anteil haben, denn ihre Aufgabe ist es, dem Leben Zauber und Geheimnis zu verleihen.“

Die Möglichkeiten des Schriftstellers bestünden darin, alte Werte zu erneuern oder neue zu schaffen. Auch Michael Ende folgt diesem Grundsatz und ist auf der Suche nach einer Utopie für die Gesellschaft, um deren Werte zu erneuern. Gleich Thomas Morus’ Utopia (er-)findet auch Ende ein Land, das nirgends real ist: Hier findet der Mensch die verlorenen Mythen wieder. Dabei bewegt Ende sich in einer poetischen Landschaft nach den Maßstäben der vier Himmelsrichtungen: der Schönheit, dem Wunderbaren, dem Geheimnisvollen und dem Humor. Die Geheimnisse der Welt offenbaren sich jedoch nur „demjenigen, der bereit ist, sich von ihnen verwandeln zu lassen“. Um in seine Welt eintauchen zu können, müssen die Leser Michael Endes, wie der Autor selbst, „Lust am freien und absichtslosen Spiel der Phantasie haben“. In seinem Vortrag in Japan erläutert Ende, wie das freie schöpferische Spiel beim Schreiben, aufgrund der ungeplanten Vorgehensweise, selbst zum Abenteuer wird. Zur Entstehung der Unendlichen Geschichte berichtet er:

„Ich habe mit dieser Geschichte buchstäblich um mein Leben gekämpft.“

Wenn der Mensch nicht zu einem „richtigen Erwachsenen“ geworden sei, jenem „entzauberte(n), banale(n), aufgeklärte(n) Krüppelwesen, der in einer entzauberten, banalen, aufgeklärten Welt so genannter Tatsachen existiert“, dann lebe in ihm das Kind fort, „das bis zu unserem letzten Lebenstag unsere Zukunft bedeutet“. Ende widmet seine Werke dem „Ewig-Kindlichen“ in jedem Menschen, daher seien seine Werke nicht als Kinderliteratur einzustufen. Die Wahl des Märchenromans sei lediglich aus künstlerisch-poetischen Gründen erfolgt:

„Wenn Sie gewisse wunderbare Begebenheiten erzählen wollen, so müssen Sie die Welt ja so schildern, dass derartige Begebenheiten in ihr möglich und wahrscheinlich sind.“

Wäre er ein Maler geworden, würde er malen wie Marc Chagall, behauptet Michael Ende in einem Fernsehinterview mit Heide Adams. In Chagalls Kunstwerken findet er seine Sicht der Dinge wieder: In ihrer „Art und Weise (…) träfen sie den Herzton des Ewig-Kindlichen“, welches uns wissen lässt, „dass es alles das gibt, dass es sogar wirklicher ist als alle nur diesseitige Wirklichkeit“. Aus dieser Erkenntnis heraus verändert Michael Ende den Satz von Friedrich Nietzsche („In jedem Manne ist ein Kind verborgen, das will spielen“) zu seiner These: „In jedem Menschen ist ein Kind verborgen, das will spielen“.
Als die höchste Form des Spiels versteht Ende die Kunst. Die Poesie genauso wie die bildende Kunst erfüllt für Michael Ende „in erster Linie eine therapeutische Aufgabe“, denn aus der Ganzheit des Künstlers geboren, könnten sie dem Menschen diese Ganzheit wiedergeben. In einer kranken Gesellschaft übernehme der Dichter die Aufgabe eines Arztes, welcher die Menschen zu heilen, zu retten und zu trösten versucht. Doch „wenn er ein guter Arzt ist“, sagt Ende, „wird er seine Patienten nicht versuchen zu belehren oder zu bessern“. Diesem Prinzip bleibt Ende treu. Doch sein neuer Mythos ist vor allem eine Erneuerung des Alten. Dazu verwendet Ende eine Vielzahl von literarischen Bezügen. Er verwendet altbekannte Motive, bedient sich bei zahlreichen Mythologien, der griechischen, der römischen, der christlichen.
Das Buch wird vorwiegend von Erwachsenen gelesen, die sich nach der Lektüre vielleicht vornehmen, auch ihre kreative, assoziative, emotionale Gehirnhälfte wieder stärker einzubeziehen.
Die wesentliche Aussage des Romans liegt darin, dass durch das Träumen und das Eintauchen eines Menschen in eine Fantasiewelt Ideen und Gedanken entstehen, die in die Wirklichkeit übertragen werden können, indem sie in der Realität die Augen für die „Wunder und Geheimnisse im Alltäglichen“ öffnen. Das in der Unendlichen Geschichte vorgestellte Projekt will damit folgendes vermitteln:
1. Sehen-Lernen der „zauberhaften Gestalt“ der Dinge und Lebewesen und damit Neuentdeckung und Neubewertung von Eindrücken und Erfahrungen im Alltag.
2. Lieben-Lernen der (Mit-)Menschen als des „wahren Wunsches“ hinter allen Wünschen.[16]

Ende beleuchtet Schritt für Schritt die Konsequenzen dieser an sich trivialen Feststellung. Er stellt zunächst klar, dass eine Idee, die aus der Phantasie geboren wird, als solche weder positiv noch negativ, weder gut noch schlecht ist. Einer Bewertung durch menschliche Moralvorstellungen wird sie erst unterworfen, wenn aus ihr ein Handeln resultiert. Dann jedoch kann die Idee zu wünschenswerten ebenso wie zu verwerflichen Zwecken eingesetzt werden. Hier nennt der Autor insbesondere die Lüge, die in seinen Augen eine Perversion der Phantasie darstellt, die dazu dient, andere zu manipulieren und somit auf unlauterem Wege Macht über sie auszuüben. Die Phantasie selbst bleibt durch wiederholtes Lügen letztendlich auf der Strecke. Nachdem er diese Basis herausgearbeitet hat, befasst sich Ende mit weiteren Aspekten der Beziehung des Menschen zu seiner schöpferischen Kraft: Realitätsflucht, Machtausübung, Verantwortung (vor allem im Sinne von Ingerenz, das Eintreten für die Folgen des eigenen Handelns), Selbstvertrauen und zwischenmenschliche Beziehungen sind wichtige Themen seiner Erzählung. Endes Einschätzung, dass die Reise in die Welt der Phantasie nur dann zu einem positiven Ergebnis führen kann, wenn sie eingesetzt wird, um auch die wirkliche Welt zu verbessern, zieht sich wie ein roter Faden durch die Handlung.
Dabei wählt der Autor die Charaktereigenschaften seines Protagonisten, Bastian Balthasar Bux, mit Bedacht. Schon 1973 beklagte Michael Ende in einem Brief an seinen Verleger den „Funktionalisierungswahn“ einer seelenlosen „Phalanx der Aufklärungsterroristen“ und wandte sich damit gegen ein ausschließlich auf Rationalität gegründetes Weltbild, das den Menschen das Träumen verbieten will. Entsprechend ist auch Bastian Balthasar Bux ein Junge, der mit dem Leben nicht klarkommt, weil ihm das rationale, auf bloße Zweckdienlichkeit ausgerichtete Weltbild der meisten Menschen sinnlos erscheint. Wie auch sein Vater hat er den Tod seiner Mutter nie verarbeiten können. Vater und Sohn leben nur noch neben-, aber nicht mehr miteinander. Deshalb flüchtet sich Bastian in Bücher voller Phantasie, die eine Welt erschaffen, die ihm bedeutender erscheint als sein wirkliches Leben.
Die Reise des Protagonisten Bastian in die Welt der Phantasie, in seine eigene Innenwelt, ist somit als Eintauchen in eine vergessene Realität zu verstehen, in eine „verloren gegangene Wertewelt“, wie Michael Ende selber sagt, die neu entdeckt und benannt werden muss, um wieder ins Bewusstsein zu gelangen. „Nur der richtige Name gibt allen Wesen und Dingen ihre Wirklichkeit“, sagt die Kindliche Kaiserin, selbst suchend nach einem Namensgeber. Letztlich ist dies auch als Ode an die Liebe („Wasser des Lebens“) zu verstehen, die immer wieder neu entdeckt werden muss, um zu wachsen. Indem der Mensch seiner Phantasie freien Lauf lässt, begibt er sich auf die Suche nach sich selbst, nach seinem wahren Ich; dem Protagonisten wird die Aufgabe erteilt, seinen Wahren Willen zu erkennen und danach zu handeln. Die Reise nach Phantásien wird für Bastian also letztlich zu einer persönlichen Identitätssuche, die ihn zwingt, sich den Problemen zu stellen, die er bislang so erfolgreich verdrängt hat. Schließlich gelingt es Bastian, lieben zu lernen, indem er von den Wassern des Lebens trinkt, und indem er diese Wasser zu seinem Vater bringt, erlöst er auch ihn: Tränen befreien ihn von dem Eispanzer, der sein Seelenleben gefangen hielt.
Der Roman ist eine Ode an die inspirative und konstruktive Kraft der Phantasie und an ihre heilsame Wirkung für die Realität. Zugleich thematisiert er die Gefahren, die mit einer Realitätsflucht in die eigenen Phantasien verbunden sind.
Vergleichbare Werke sind Harun und das Meer der Geschichten, Tintenherz, Der Schatten des Windes, Das letzte Einhorn, Die Stadt der träumenden Bücher, Der Goldene Topf von E. T. A. Hoffmann und Heinrich von Ofterdingen von Novalis. Soweit es darum geht, dass man zuerst an sich selbst glauben muss, um die Welt zum Positiven zu verändern, ähnelt der Protagonist Bastian der Dampflok Rusty im Musical Starlight Express. Die Thematik, dass man Verantwortung für sich selbst und das eigene Handeln trägt, wird in ähnlicher Form in Der kleine Prinz behandelt. In Charles Dickens Werk The Haunted Man and the Ghost’s Bargain findet sich die Moral, dass man die Erinnerung braucht, um sich selbst zu finden und zu bleiben; dieses Motiv prägt den ganzen zweiten Teil des Buches. Parallelen gibt es auch zu Endes eigenem Buch Momo.

## Kritik
Die Literaturkritik in Deutschland zu Zeiten des Kalten Krieges nahm Michael Endes Ideen zögerlich und mit großer Skepsis zur Kenntnis. In dieser Zeit hatte Literatur vor allem politisch engagiert und realistisch zu sein, daher brachte man kein Verständnis für Reisen nach Phantásien auf. Nach dem Ende des Naziregimes herrschte die Angst in Deutschland, dass sich die Katastrophe der Schreckensherrschaft wiederholen könnte. „Wer könnte angesichts kriegsbereiter Raketenarsenale den Aufbruch ins Reich der Träume predigen?“, fragte man polemisch. Politisch engagierte Vertreter der 68er-Generation machten Ende deshalb mangelnden Realismus und eskapistische Weltflucht zum Vorwurf.
Andreas von Prondczynsky sah Die unendliche Geschichte als „im Netz bürgerlicher Moral und ökonomischer Zweckrationalität“ befangene Mischung von „christologischem Mystizismus“ und „Sozialkritik in der Orientierung romantischer Denkweise“. Ende übe Kritik am Vernunft-Mythos, wie er sowohl der technologischen Rationalität als auch einer ökonomisierten Subjektivität zugrunde liege. Im Widerspruch dazu verfolge er jedoch in diffusen „Mysterien der Alten“ vernunftorientierte bürgerliche Tugenden.
Hermann Bausinger deutete die beiden Bücher Michael Endes, „Die unendliche Geschichte“ und „Momo“, als Eskapismus, der von narzisstischen, an der Zukunft zweifelnden Jugendlichen begierig aufgenommen wird und ihnen zur Flucht in die Unverbindlichkeit verhilft. Die präzise Trennung von Gut und Böse in Endes Phantastik ließe eine geschlossene Welt entstehen, in der nichts sinnlos, alles von Bedeutung erscheine und fern realistischer Konflikte zu folgenloser Identifikation einlade. Er sprach in Zusammenhang mit Endes Werken von „Placebo-Effekten“. Die Leser sähen in Endes Erzählungen ihr Bedürfnis nach positiven Weltentwürfen befriedigt, so dass sie ihnen Wirkungen zuschrieben, deren Muster im Text gar nicht angelegt seien.
Von ihm und anderen Kritikern wurde Die unendliche Geschichte als Aufforderung zur Weltflucht angesehen. Dem widerspricht Růžena Sedlářová. Das Buch mache deutlich, dass der Autor nicht die Phantasie der realen Welt überordnen, sondern beide in Einklang bringen wolle, etwa indem Koreander zu Bastian in Kapitel XXVI. sagt: „Es gibt Menschen, die können nie nach Phantásien kommen […] und es gibt Menschen, die können es, aber sie bleiben für immer dort. Und dann gibt es noch einige, die gehen nach Phantásien und kehren wieder zurück. So wie du. Und die machen beide Welten gesund.“ Hier sehe man die Lehre von der Harmonie der Gefühle und der Vernunft, oder der Phantasie und der Realität, oder des Unbewussten und Bewussten. Ohne Kenntnis beider Ebenen sei es nicht möglich, zur Ganzheit zu gelangen. Bastian hätte so in dieser Geschichte seine Schattenseiten kennenlernen und sie auch überwinden und dadurch ein besserer Mensch werden können.
Andere Literaturkritiker warfen Ende die scheinbare Naivität seiner Botschaft vor. In seinem Roman Momo etwa fände man eine ärgerliche „Romantisierung der Armut“. Darüber hinaus mündeten alle kritischen Befunde Endes in der Empfehlung, mit Selbstfindung, Selbsterkenntnis und Selbstveränderung als vorbildlichen Lebensmustern die Schäden der Zivilisation zu beheben.

## Auszeichnungen
Der Roman wurde 1979 zum „Buch des Monats Dezember“.
Ebenfalls 1979 erhielt er den Buxtehuder Bullen;
1980 den Silbernen Griffel von Rotterdam (alternative Angabe: 1983), den Wilhelm-Hauff-Preis zur Förderung von Kinder- und Jugendliteratur, den Großen Preis der Deutschen Akademie für Kinder- und Jugendliteratur e. V. Volkach und den Preis der Leseratten des ZDF. Ebenfalls 1980 gehörte er zur Auswahlliste Deutscher Jugendbuchpreis; 1981 wurde „Die unendliche Geschichte“ mit dem Europäischen Jugendbuchpreis der Universität Padua (alternative Angabe: 1980) ausgezeichnet. Michael Ende erhielt für Die unendliche Geschichte sowie sein Gesamtwerk 1981 den Internationalen Janusz-Korczak-Literaturpreis
1982 wurde das Buch mit dem Japanischen Buchpreis ausgezeichnet, 1983 zum Kinderbuch des Jahres in Spanien bestimmt.
1988 wurde die polnische Fassung in die IBBY Ehrenliste aufgenommen.
Die unendliche Geschichte stand über 113 Wochen auf dem ersten Platz der Spiegel-Bestsellerliste und hält damit den Rekord.

## Adaptionen

### Film und Fernsehen
Der erste Teil des Buches (Atréjus Suche) wurde 1984 von Wolfgang Petersen als gleichnamiger Fantasyfilm umgesetzt. Darsteller waren Barret Oliver (Bastian), Gerald McRaney (Bastians Vater), Noah Hathaway (Atréju), Tami Stronach (Kindliche Kaiserin), Moses Gunn (Cairon), Silvia Seidel (Fee) und andere. Heinz Reincke verlieh dem Glücksdrachen Fuchur seine Stimme. Klaus Doldinger komponierte die Musik für den deutschen Soundtrack. Das Titellied Never Ending Story, komponiert von Giorgio Moroder und Keith Forsey, war ein Charterfolg für Limahl, den früheren Sänger von Kajagoogoo. Es war nur Teil des Soundtracks der US-Fassung. Die beiden Fassungen hatten von Haus aus unterschiedliche Soundtracks (die US-Fassung enthielt neben der Musik Doldingers auch noch einige elektronische Stücke von Giorgio Moroder), allerdings wurde nach Limahls Erfolg der Film auch in Deutschland mit dem US-Soundtrack erneut veröffentlicht.
Dem ersten Film folgten Die unendliche Geschichte II und III, die mit dem ursprünglichen Buch nur den Titel und einige Figuren gemeinsam haben:
- In Die unendliche Geschichte II – Auf der Suche nach Phantásien (1990, Regie: George Trumbull Miller) wird Phantásien von der „Leere“ bedroht. Die Urheberin dieser Bedrohung ist die Hexe Xayíde. Bastian wird hier von Jonathan Brandis dargestellt.[61][62]

- In Die unendliche Geschichte III – Rettung aus Phantásien (1994, Regie: Peter MacDonald) stiehlt eine Schülergang, die „Nasties“, in Bastians neuer Schule das Buch und bedroht Phantásien und die Menschenwelt. Im dritten Teil spielen unter anderem Jason James Richter als Bastian, Melody Kay als Bastians Stiefschwester Nicole und Jack Black als Slipp, Anführer der Nasties, mit.[63][64] Der Film spielt größtenteils in der Menschenwelt, u. a. ist eine amerikanische High School hauptsächlicher Handlungsort. Während der zweite Film noch einige Handlungsstränge des Buches übernimmt, ist die Geschichte des dritten Filmes komplett neu erfunden und hat – außer den Figuren – nichts mehr mit dem Buch gemeinsam.

1996 wurde eine 26-teilige deutsch-französisch-kanadische Zeichentrickfassung hergestellt. Die inhaltliche Gestaltung setzte aber andere Schwerpunkte als das Buch.
2001 wurde eine 13-teilige kanadische Fernsehverfilmung hergestellt, die im Original Tales from the Neverending Story (deut. Titel: Die unendliche Geschichte – Die Abenteuer gehen weiter) heißt und 2004 bei RTL II ausgestrahlt wurde. Von der ursprünglichen Geschichte sind nur einige einzelne Grundelemente enthalten; viele Figuren wurden zum Teil sehr stark verändert. Atréju-Darsteller Tyler Hynes wurde für den Young Artist Award in der Kategorie Best Performance in a TV Drama Series – Leading Young Actor nominiert. Die Kostüme der Serie gewannen den Gemini Award.
2009 verkündete Leonardo DiCaprio seine Absicht, die Unendliche Geschichte durch seine Produktionsfirma Appian Way Productions neu verfilmen zu lassen. Eine Umsetzung dieser Pläne ist bislang nicht erfolgt.
Im Jahr 2024 wurden neue Pläne für eine Neuverfilmung bekannt mit Beteiligung von Michael Ende Productions und See Saw Films.
Anmerkungen:
- Der erste und zweite Film wurden zum Teil in der Bavaria Film in München gedreht, Teile des dritten Films in Potsdam-Babelsberg. Im Filmpark sowie in der Bavaria Filmstadt befinden sich einige öffentlich zugängliche Requisiten des Films. In Babelsberg ist unter anderem der Glücksdrache Fuchur zu sehen, wobei es sich bei Fuchur um ein komplett neues Design des Drachen handelt.

- In der Bavaria Filmstadt können unter anderem der Felsenbeißer, Morla und die in den ersten beiden Filmen verwendete Version Fuchurs besichtigt werden. Im Falle von Fuchur kann dieser sogar geritten werden. Mit Hilfe der Bluescreen-Technik kann man sich auf einem Bildschirm über dieselbe Landschaft fliegen sehen, über die auch Atréju und Bastian im Film hinwegfliegen.

- Ursprünglich sollte Atréju im Film olivgrüne Haut haben, so wie im Buch beschrieben. Nach einigen Testaufnahmen mit grünem Make-up wurde dieses Vorhaben allerdings aufgegeben, da es nicht gelang, einen glaubwürdigen Farbton zu erzielen.

- Michael Ende schrieb extra für den Film eine zusätzliche Szene, in der Atréju einem Riesen begegnet, der durch das Nichts immer kleiner wird. Die Sequenz wurde zwar gedreht, aber schließlich aus dem Film geschnitten.

- Michael Ende hat die Verfilmung anfangs unterstützt, dann aber zunehmend abgelehnt und sich letztlich scharf davon distanziert (s. oben den Abschnitt #Filmrechte-Vergabe und Distanzierung Endes). Zwei Beispiele als Begründung seiner Ablehnung der Verfilmung erwähnte er nochmals 1990 in einem über 40-minütigen Fernsehinterview mit Joachim Fuchsberger in dessen ARD-Sendung „Heut’ abend“.

- Ursprünglich sollte Ygramul im Film vorkommen, es wurde ein Design entworfen, doch schließlich entschied man sich gegen Ygramul, denn mit den damaligen technischen Mitteln wäre das Insektenwesen nicht glaubhaft zu realisieren gewesen.

- Im damaligen Filmpark Warner Bros. Movie World (heute: Movie Park Germany) gab es ein auf der Unendlichen Geschichte basierendes Wasserfahrgeschäft. Man betrat ein Haus mit Bibliothek, deren Bücher immer größer wurden. In einer Halle mit schließlich riesigen Büchern flehte die Kindliche Kaiserin in einem Einspielfilm (Darsteller unbekannt), Phantásien zu retten. Durch eine als Buchseite maskierte Tür gelangte man in eine Höhle mit Booten und reiste mit weiteren acht Personen über einen zwischenzeitlich auch reißenden Fluss (das leere Phantásien) an den bekannten Figuren des Filmes vorbei. Zum Ende sah man in einer großen Halle den Elfenbeinturm bei Nacht wieder erstrahlen – das Land war gerettet (und man selbst nass). Das Fahrgeschäft wurde, nachdem alle Warner-Bros.-Nutzungsrechte ausgelaufen waren, in der Winterpause 2004/2005 in Mystery River umdekoriert.

- Das Nichts wird im Film als eine Art schwarzes Loch dargestellt, was alles in sich hineinsaugt, während es sich in dem Buch schleichend ausbreitet und Phantásien Stück für Stück auflöst.

### Hörspiel

#### 1980er Jahre
1980 produzierte Phonogram eine knapp dreistündige Hörspielfassung (später von Karussell vermarktet). Für Produktion und Regie zeichnete Anke Beckert verantwortlich. Die eindringliche Musik, auf Synthesizern eingespielt, komponierte Frank Duval. Als Erzähler fungiert Harald Leipnitz. Michael Ende selbst arbeitete sein Buch zum Hörspielmanuskript um. Daher kommt das Hörspiel dem Original näher als die Verfilmungen, auch wenn Teile der Romanhandlung für die Hörspielumsetzung entfallen mussten. Dem damaligen Medium Compact Cassette geschuldet mussten einige Passagen angepasst werden, um den zeitlichen Rahmen nicht zu sprengen.
Das Hörspiel erschien in drei Teilen auf je einer Compact Cassette mit jeweils ca. 55 Minuten Laufzeit mit folgenden Untertiteln:
1. Die große Suche (DE: Gold)[71]
2. Das Zeichen der Kindlichen Kaiserin (DE: Gold)
3. Die Reise zum Elfenbeinturm (DE: Gold)

Später wurde das Hörspiel im Bertelsmann-Club in einer zweiteiligen Lizenzausgabe neu aufgelegt.
Es existieren zwei CD-Versionen, eine bestehend aus drei CDs, die andere aus zwei CDs. Die 3-CD-Version entspricht genau den jeweiligen Compact-Cassetten. Die Version mit zwei CDs enthält jeweils den Inhalt von etwa eineinhalb Cassetten, bei dieser Version wurde ein Teil der Musik und Teile des einleitenden Erzählertextes von Die Reise zum Elfenbeinturm herausgeschnitten.
Hier eine kurze Übersicht über die Kürzungen. Wenn möglich ist das jeweilige Kapitel des Buches angegeben. Es werden nur größere Kürzungen genannt, die eine wirkliche Änderung der Geschichte bedeuten.
Die erste Kürzung erfolgt nach dem Ende von Kapitel IV. Die Figuren der Zweisiedler Engywuck und Urgl wurden zu einem namenlosen „Heiler“ zusammengefasst. Der Heiler versorgt Atréju und Fuchur mit dem Gegengift gegen Ygramuls Gift. Kapitel VI wurde komplett gestrichen. Anstatt durch die drei magischen Tore geht Atréju durch ein gewöhnliches Felsentor und gelangt direkt zur Uyulála. Als Atréju in Kapitel IX in die Spukstadt gelangt, entdeckt er dort den halbverhungerten Werwolf Gmork, der von der finsteren Fürstin Gaya durch eine magische Kette gefesselt wurde. Im Gegensatz zur Buchvorlage taucht Gmork hier in der Hörspielfassung zum ersten Mal auf. Auch erfährt man im Hörspiel nicht, dass Gmork ein Widersacher von Atréju ist und den Auftrag hatte, ihn zu töten. Aus diesem Grund war er von Gaya angekettet worden. Kapitel XVI bis einschließlich XVIII wurden ebenso komplett gestrichen. Am Ende von Kapitel XV gelangt Bastian auf eine Waldlichtung, wo er Atréju und Fuchur trifft (direkt aus Graógramáns Höhle heraus, der „Tausend-Türen-Tempel“ wird ausgelassen). Die Geschichte geht weiter mit einem Bruchteil von Kapitel XIX (dem Eintreffen von Bastians „Verehrern“ aus allen Teilen Phantásiens), Kapitel XXI wird ausgelassen und direkt in Kapitel XXIII übergeleitet. Kapitel XXV wird übersprungen und die Geschichte endet mit Kapitel XXVI.
Die 2-MC-Ausgabe des Bertelsmann-Clubs weist zur regulären 3-MC-Ausgabe weitere Kürzungen auf. Dies betrifft hauptsächlich Sätze des Erzählers, die nicht unmittelbar zur Handlung, aber zur Tiefe der Geschichte beitragen (z. B. eine Beschreibung des Gräsernen Meeres und der Grünhäute oder die ersten Anhänger Bastians und der Orchideenwald). Wesentlich schwerer wiegt allerdings das ersatzlose Streichen der Uralten Morla; später im Hörspiel ist somit völlig rätselhaft, warum Atréju Ygramul schildert, dass er zum Südlichen Orakel möchte und woher er weiß, dass die Kindliche Kaiserin einen neuen Namen braucht. Ebenfalls geschnitten wurde der Dialog mit den Windriesen vor Atréjus Sturz; seine Ankunft im Gelichterland fällt ebenfalls etwas kürzer aus.
| Rolle                         | Sprecher              |
| ----------------------------- | --------------------- |
| Bastian                       | Clemens Kleiber       |
| Atréju                        | Matthias von Stegmann |
| Fuchur                        | Horst Breitenfeld     |
| Uyulála                       | Helga Anders          |
| Koreander                     | Gert Günther Hoffmann |
| Morla                         | Hanne Wieder          |
| Ygramul                       | Franz Rudnick         |
| Artax                         | Karl Renar            |
| Cairon                        | Günther Sauer         |
| Irrlicht                      | Michael Lenz          |
| Nachtalb                      | Christoph Quest       |
| Riese                         | Harry Kalenberg       |
| Winzling                      | Kurt Zips             |
| Gnom                          | Alexander Malachovsky |
| Kindliche Kaiserin            | Ulli Philipp          |
| Graógramán                    | Jürgen Goslar         |
| Der Alte vom Wandernden Berge | Wolfgang Büttner      |
| Gmork                         | Horst Sachtleben      |
| Jicha                         | Emely Reuer           |
| Argax                         | Herbert Bötticher     |
| Xayíde                        | Renate Grosser        |
| Dame Aiuóla                   | Ursula Traun          |
| Vater                         | Jochen Striebeck      |
| Panzerriese                   | Harry Kalenberg       |
| Faun                          | Michael Lenz          |
| Erzähler                      | Harald Leipnitz       |

#### 2010er Jahre
Im Dezember 2014 wurde durch den WDR eine neue Version des Hörspiels veröffentlicht und mit dem Hörbuchpreis 2015 ausgezeichnet. Die Hörspielbearbeitung besorgte Ulla Illerhaus, Regie führte Petra Feldhoff. Die Musik, komponiert von Felix Rösch, wurde unter der Leitung von David Marlow vom WDR Sinfonieorchester eingespielt.
| Rolle                                     | Sprecher                                  |
| ----------------------------------------- | ----------------------------------------- |
| Bastian                                   | Benny Hogenacker                          |
| Atréju                                    | Finn Oleg Schlüter                        |
| Fuchur                                    | Sebastian Rudolph                         |
| Koreander                                 | Udo Kroschwald                            |
| Artax/Acharai/Schlamuffe 2                | Denis Moschitto                           |
| Caíron                                    | Jürgen Thormann                           |
| Morla/Mayestril/Eule 1                    | Mechthild Großmann                        |
| Skarabäus/Jisipu/Yor                      | Walter Renneisen                          |
| Feuergeist/Acharai/Schlamuffe 3/Schirkrie | Andreas Grothgar                          |
| Nachtalb/Borkentroll 1/Lirr/Fährmann      | Hanns Jörg Krumpholz                      |
| Büffel/Schirk                             | Hans-Martin Stier                         |
| Winzling/Borkentroll 2                    | Martin Bross                              |
| Felsenbeißer                              | Thomas Anzenhofer                         |
| Bastians Vater                            | Matthias Haase                            |
| Borkentroll 3                             | Robert Dölle                              |
| Rabe/Uschtu                               | Caroline Schreiber                        |
| Alte Frau                                 | Karin Buchali                             |
| Alter Mann                                | Jochen Stern                              |
| Kleines Mädchen                           | Thyra Bonnichsen                          |
| Kleiner Junge                             | Leopold Jahn                              |
| Ygramul/Acharai/Uyulala/Schlamuffe 1      | Cathlen Gawlich                           |
| Urgl                                      | Irm Hermann                               |
| Engywuk                                   | Wolf-Dietrich Sprenger                    |
| Baureo/Hykrion                            | Tobias Oertel                             |
| Gmork                                     | Robert Gallinowski                        |
| Graograman                                | Oliver Stritzel                           |
| Kindliche Kaiserin                        | Laura Maire                               |
| Alter vom wandernden Berg                 | Dirk Galuba                               |
| Quérquobad                                | Hans Schulze                              |
| Hysbald                                   | Jens Wawrczeck                            |
| Hydorn                                    | Rudolf Krause                             |
| Hynreck                                   | Roland Jankowsky                          |
| Jicha/Eule 2                              | Johanna Gastdorf                          |
| Oglamar                                   | Natalie Spinell                           |
| Xayide                                    | Claudia Urbschat-Mingues                  |
| Illuan                                    | Thorsten Peter Schnick                    |
| Wildweibchen                              | Sigrid Burkholder                         |
| Faun                                      | Jonas Baeck                               |
| Blechriese                                | Valentin Stroh                            |
| Bote                                      | Stefan Cordes                             |
| Ratgeber                                  | Volker Niederfahrenhorst                  |
| Argax                                     | Alexander Hauff                           |
| Aiuola                                    | Manon Straché                             |
| Die Nebelschiffer                         | Daniel Berger, Florian Jahr, Bruno Winzen |
| Erzähler                                  | Anna Thalbach, Hans Kremer                |

### Hörbuch
Im März 2008 brachte der Audio Verlag Die unendliche Geschichte als Lesung heraus. Diese neue Fassung auf neun CDs und mit einer Laufzeit von ca. 657 Minuten wird von Rufus Beck gelesen. Auch hier ist das Buch nicht komplett, doch im Gegensatz zum Hörspiel wurden nur einzelne Abschnitte und nicht ganze Szenen ausgelassen. Am Ende fällt es jedoch besonders auf: Herr Koreander sagt zu Bastian „Lass dir etwas von einem alten, erfahrenen Phantásienreisenden sagen, mein Junge!“, allerdings wurde vorher gar nicht erwähnt, dass auch Herr Koreander in Phantasien war (genauso wurde Bastians Frage bzgl. eines Wiedersehens mit der Kindlichen Kaiserin überhaupt nicht thematisiert). 2013 erschien bei Hörbuch Hamburg eine ungekürzte Lesung mit Gert Heidenreich als Sprecher.

### Ballett
1999 wurde das Ballett Die unendliche Geschichte mit Musik von Siegfried Matthus in Magdeburg uraufgeführt.

### Oper
Der Komponist Siegfried Matthus hatte sich noch bei Michael Ende persönlich die Rechte an einer Opernfassung der Unendlichen Geschichte gesichert. Die Matthus-Oper wurde am 10. April 2004 zeitgleich in Trier und Weimar uraufgeführt und in der Saison 2004/2005 auch am Linzer Landestheater gespielt.

### Theater
Für die Rübeländer Baumannshöhle im Harz, dem einzigen unterirdischen Theater Deutschlands, entstand eine Bühnenfassung des Werkes als Schauspiel und wurde am 26. November 2005 uraufgeführt. Die Inszenierung wurde von Mario Jantosch, dem Direktor des Harzer Bergtheaters Thale übernommen, die Rolle des Bastian spielte Kerstin Dathe. Eine Fassung für die Freilichtbühnen wurde 2011 von Jens Lessing und Thorsten Heck verfasst, ihre Uraufführung unter der Regie der Verfasser fand am 9. Juli 2011 auf der Freilichtbühne in Korbach statt.
Die Theater Chemnitz inszenieren das Werk in der Spielzeit 2019/2020 in der Reihe der „Weihnachtsmärchen“.
Das junge Theater Bonn spielt seit 2017 eine Bearbeitung von Moritz Seibert und Timo Rüggeberg.

### Legenden von Phantásien
Im Umfeld der Autoren- und Verlagsagentur AVAinternational GmbH entstanden im Herbst des Jahres 2003 die ersten Bände der Reihe „Legenden von Phantásien“. In dieser beschäftigen sich deutsche Autoren mit Michael Endes Unendlicher Geschichte. Schließlich erschienen die Bücher als Droemer-Knaur-Reihe. In der deutschen Fassung liegen sie in zwei verschiedenen Ausgaben vor, einer Hardcover- und einer Taschenbuchreihe. Ursprünglich waren zwölf Bände geplant, doch wurde die Reihe im Jahr 2004 nach dem sechsten Band eingestellt. Die Legenden von Phantásien sind in Deutschland, Japan, Spanien und Zypern veröffentlicht worden. Es gibt bislang keine Pläne, die Buchreihe auch auf Englisch zu publizieren.
Der von Ralf Isau geschriebene erste Band trägt den Titel Die geheime Bibliothek des Thaddäus Tillmann Trutz. Es handelt sich um ein Prequel, welches die Vorgeschichte zur Unendlichen Geschichte darstellt. Hier wird erklärt, wie Karl Konrad Koreander zu dem Antiquitätenladen und an das Buch Die unendliche Geschichte gelangt. Auch werden seine eigenen Abenteuer in Phantásien geschildert.
Bei den weiteren Bänden handelt es sich um unabhängige Geschichten, die in Phantásien spielen und in denen viele Details, die man aus Michael Endes Buch kennt, erwähnt oder sogar genauer erläutert werden. Bis auf den ersten Band spielen die Geschichten während der in der Unendlichen Geschichte geschilderten Ereignisse oder danach.
1. Tanja Kinkel: „Der König der Narren“, erstmals erschienen am 1. September 2003.
2. Ulrike Schweikert: „Die Seele der Nacht“, erstmals erschienen am 1. September 2003.
3. Ralf Isau: „Die geheime Bibliothek des Thaddäus Tillmann Trutz“, erstmals erschienen am 1. September 2003.
4. Wolfram Fleischhauer: „Die Verschwörung der Engel“, erstmals erschienen am 18. März 2004.
5. Peter Freund: „Die Stadt der vergessenen Träume“, erstmals erschienen am 18. März 2004.
6. Peter Dempf: „Die Herrin der Wörter“, erstmals erschienen am 23. September 2004.[94]

### Spiele
1985 produzierte der englische Spielehersteller Ocean Software mit The Neverending Story ein Text-Adventure für alle damals verbreiteten 8-Bit-Homecomputersysteme.
1987 erschien das Brettspiel Die unendliche Geschichte – Das phantastische Erlebnisspiel aus dem Hause Amigo.
1990 publizierte das deutsche Softwarehaus Linel Trading GmbH The Neverending Story II als Plattform-Action-Adventure für C64, Amiga und Atari ST. 1991 erschien zudem eine Version für MS-DOS.
Im Jahr 2002 wurde von dem deutschen Studio Discreet Monsters das PC-Spiel Auryn Quest herausgebracht und durch den Publisher dtp entertainment veröffentlicht. In dem Jump-’n’-Run-Game schlüpft der Spieler in die Rolle von Atréju, der Auryn wiederfinden muss. Das Amulett ist gestohlen worden, wodurch Phantásien der zerstörerischen Macht des Nichts preisgegeben ist. Weite Teile des Landes sind bereits verwüstet oder vom Nichts verschlungen. Damit Phantásien nicht untergeht, muss das Auryn zur Kindlichen Kaiserin zurückgebracht werden.

### Disneys Lustiges Taschenbuch
In Disneys Lustigem Taschenbuch Nr. 186 (Graf Frost und das Zepter der Zeit) findet sich mit der Geschichte Abenteuer im Comicland eine Reminiszenz an Michael Endes Roman. In der Geschichte befindet sich Donald Duck auf der Flucht vor seinen Gläubigern und versteckt sich mit einem Buch in einer Dachkammer. Die gegenüber dem Original stark gestraffte Handlung orientiert sich dabei weniger am Buch als an der ersten Verfilmung und gipfelt darin, dass Donald in das Buch gezogen wird, wo ihm einige für ihn typische Wünsche erfüllt werden: „eine Hängematte, ein paar kühle Getränke und etwas Naschwerk“ und der „Wunsch, tief und fest zu schlafen“.
Donald übernimmt dabei die Rolle von Bastian, Micky Maus die des Atréju, Dumbo verkörpert Fuchur, Daisy Duck die Kindliche Kaiserin. Dagobert Ducks Glückstaler symbolisiert AURYN.

## Übersetzungen
Es existieren Übersetzungen des Buches in den Sprachen: Afrikaans, Albanisch, Arabisch, Baskisch, Bulgarisch, Chinesisch, Dänisch, Englisch, Esperanto, Estnisch, Finnisch, Französisch, Griechisch, Hebräisch, Italienisch, Japanisch, Katalanisch, Koreanisch, Kroatisch, Lettisch, Litauisch, Mazedonisch, Niederländisch, Norwegisch, Persisch, Polnisch, Portugiesisch, Rumänisch, Russisch, Schwedisch, Serbisch, Slowakisch, Slowenisch, Spanisch, Thailändisch, Tschechisch, Türkisch, Ukrainisch, Ungarisch, Vietnamesisch.

## Sonstiges
- Eine Parodie auf Endes Roman verfasste bereits 1985 der Frankfurter Buchautor Wolfgang G. Fienhold mit seinem Fantasy-Roman Michael Anfang – Die endliche Geschichte. Goldmann, München 1985, ISBN 3-442-23876-5.

- Die Vorderseite des AURYN zeigt zwei Schlangen, die einander in den Schwanz beißen. Dieses mythologische Symbol ist seit dem Altertum in vielen Kulturen verbreitet. Mehr dazu unter „Ouroboros“.

- Der Leitspruch „Tu, was du willst“ (der auf der Rückseite des AURYN steht) und dessen Deutung, den eigenen „wahren Willen“ zu erkennen und zu leben, stammt aus der Thelema-Lehre von Aleister Crowley[102], die unter anderem die Basis für den Orden Astrum Argenteum (A∴A∴) bildete. Er findet sich zudem bei Augustinus von Hippo (Liebe (Gott) und tu, was du willst) und in François Rabelais’ Gargantua und Pantagruel, aus dem Ende ihn auch übernommen hat.

- In der Alte-Kaiser-Stadt wird eine Abwandlung des Infinite-Monkey-Theorems verwendet, bei dem die Menschen einer Stadt, die aus „Phantásien“ nicht wieder heimfinden, als eine Art Beschäftigungstherapie zufällige Buchstabenkombinationen erstellen, wie der Stadtführer – ein Affe – erklärt; der Sinn liegt darin, dass so in unendlicher Zeit alle Geschichten entstehen. Ende weist dabei ausdrücklich darauf hin, dass auch Die unendliche Geschichte darunter sein wird. Kuriosität: In dem abgedruckten Zufallstext (der mit Würfeln zustande gekommen sein soll) taucht viermal die Zeile QWERTZUIOPÜ auf – die erste Zeile der deutschen QWERTZ-Tastatur.

- Die US-Band Listener nimmt auf ihrem 2010 erschienenen Album Wooden Heart mehrmals Bezug auf Figuren und Geschehnisse aus der Unendlichen Geschichte. So wird beispielsweise im Lied Falling in Love with Glaciers eine freie Version von Morlas Geschichte erzählt, die aber auch klare Text-Anleihen enthält: “With every morning spent not caring if she cares or not sleeping in the melt and mud, waiting for the earth to rot burying herself alive […]”

- Die Metalcore-Band Atreyu benannte sich nach der Figur des Buches.

- Das Originalbuch beginnt mit größerer Spiegelschrift in einem Kasten zentriert, der ca. ein Viertel der ersten Seite einnimmt. Es handelt sich dabei um den Namen des Buchladens auf der gläsernen Eingangstür, von innen betrachtet: „ANTIQUARIAT Inhaber: Karl Konrad Koreander“.